# Prangerschenke

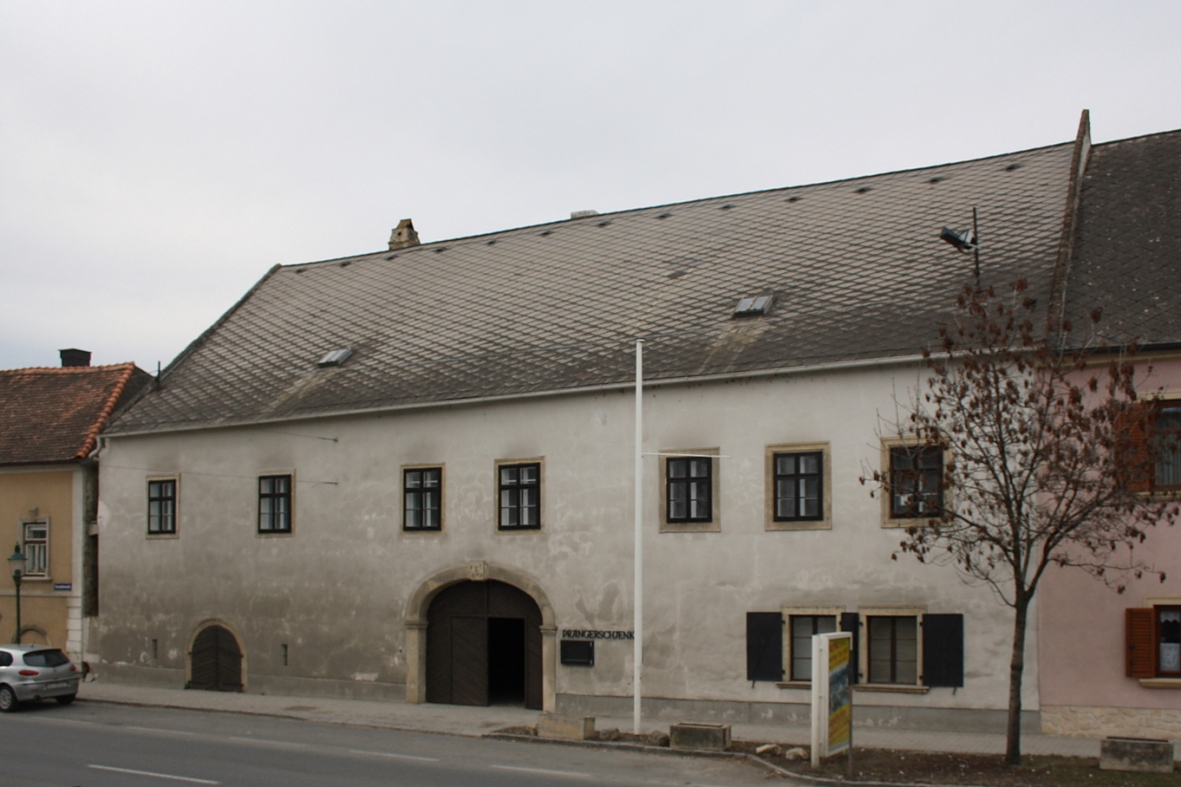
Prangerschenke

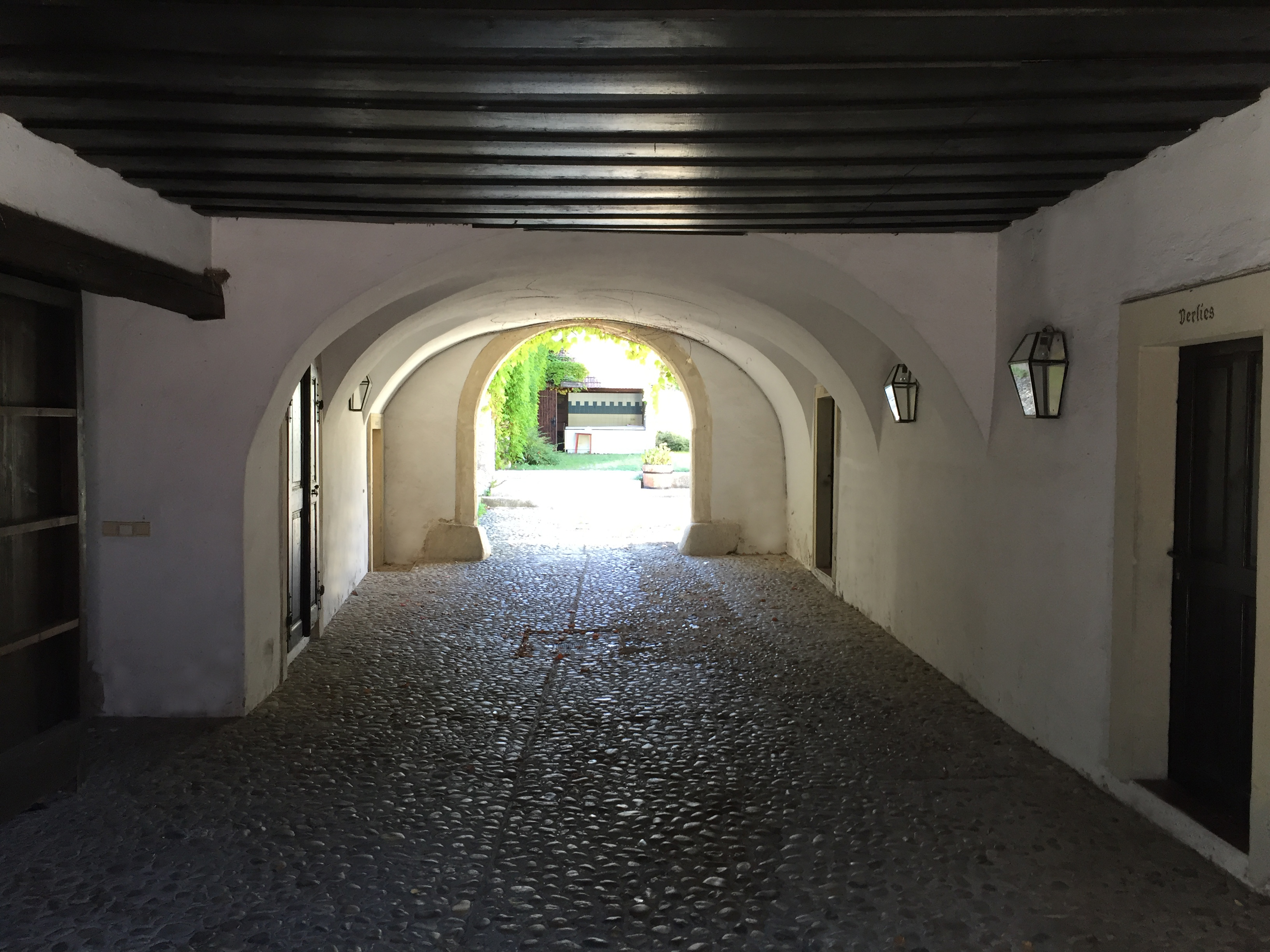
Prangerschenke

Die Prangerschenke ist ein vom Kulturverein Prangerschenke Breitenbrunn verwaltetes Kultur- und Veranstaltungszentrum in der Gemeinde Breitenbrunn am Neusiedler See im burgenländischen Bezirk Eisenstadt-Umgebung. Das Bauwerk steht unter Denkmalschutz (Listeneintrag).

## Geschichte
Die Prangerschenke ist ein spätmittelalterliches und unter Denkmalschutz stehendes Gebäude im burgenländischen Neusiedlerseeort Breitenbrunn, der in den Urkunden schon erstmals im Jahre
1257 erwähnt wurde.
Eine in Stein gemeißelte Jahreszahl 1789 über dem Torbogen der Prangerschenke verweist auf einen weiteren Ausbau in der Barockzeit. Die bestehenden Kellergewölbe sind jedoch wesentlich älteren Ursprungs und bekunden eine historische Nutzung als geselliger Treffpunkt.
Der vordere Teil des Hauses wurde auch als Gemeindegasthaus genützt und ist über einen unterirdischen Gang mit einem weiteren beeindruckenden Keller verbunden. 1921 wurden hier ungarische Freischärler untergebracht, die den Anschluss an Österreich mit Waffengewalt verhindern sollten. Über den in unmittelbarer Nähe stehenden Wehrturm wurde vor nahenden Angreifern gewarnt.
Während des Zweiten Weltkrieges wurden im oberen Saal Kriegsgefangene untergebracht, die in der umliegenden Landwirtschaft zur Zwangsarbeit gezwungen wurden. Gegen Ende des Krieges diente die Prangerschenke als Lebensmittellager für die deutsche Wehrmacht, bis sie im April 1945 bis 1955 von sechs russischen Militärpolizisten und einem Kommandanten der sowjetischen Armee als Kommandantur besetzt wurde.
Anfang der 1970er Jahre wurde die Liegenschaft von einem Verein angekauft und ging später in den Besitz der Familie Gitzi über. Seitdem dient die Prangerschenke als öffentliches Kultur- und Veranstaltungszentrum mit künstlerischen Auftritten und Vernissagen bekannter Künstlerinnen und Künstler, die das außergewöhnliche Ambiente in den historisch belassenen Sälen und Kellergewölben schätzen.

## Architektur
Die Prangerschenke ist ein sich über sieben Fensterachsen erstreckendes, spätmittelalterliches Gebäude.

## Trivia
Es wird vermutet, dass sich auch die Wirtshausrauferei des Braven Soldaten Schwejk von Jaroslav Hašek in diesem ehrwürdigen Gemäuer abgespielt hat, in der die tschechischen Soldaten ihre ungarischen Kameraden kopfüber aus den Fenstern hängen haben lassen.